# Benzazepină
Benzazepina este un compus organic heterociclic cu formula chimică C10H9N. Este formată din condensarea unui nucleu benzenic cu unul de azepină.
Exemple de compuși care conțin nucleul benzazepinic sunt:

Benazepril
Fenoldopam
GSK-189,254
Ivabradină
Semagacestat
Vareniclină